# Funkcje parzyste i nieparzyste

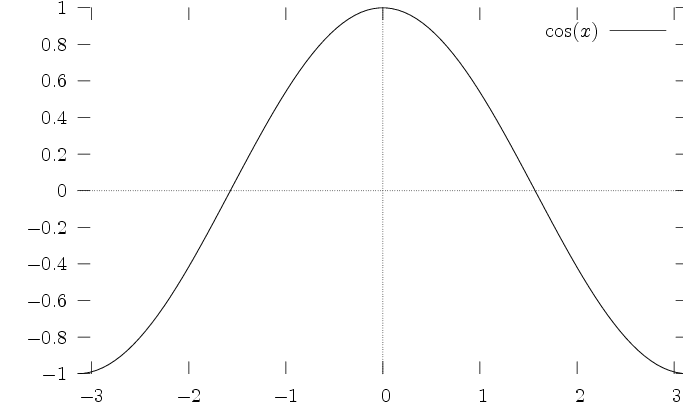
Fragment wykresu cosinusa – przykładu funkcji parzystej

Funkcje parzyste i nieparzyste – typy funkcji matematycznych cechujące się pewną symetrią przy zmianie znaku argumentu. Prowadzi to również do symetrii ich wykresów. Funkcja {\displaystyle f} jest:
- parzysta, jeżeli spełnia równanie {\displaystyle f(x)=f(-x)} (symetria względem zmiany znaku argumentu)[1];
- nieparzysta, jeżeli spełnia równanie {\displaystyle f(-x)=-f(x)} (symetria względem jednoczesnej zmiany znaku argumentu i wartości funkcji)[2].

Równania te muszą być prawdziwe dla wszystkich {\displaystyle x} należących do dziedziny funkcji {\displaystyle f.} Powyższe równości wymagają, aby wraz z {\displaystyle x} do dziedziny należał również punkt {\displaystyle -x,} stąd dziedziny funkcji parzystych i nieparzystych muszą być symetryczne względem zera.

## Przykłady
Istnieją funkcje, które nie są ani parzyste, ani nieparzyste, np. niestała funkcja wykładnicza, a jedynymi funkcjami będącymi jednocześnie parzystymi i nieparzystymi są funkcje stałe równe zeru w każdym punkcie swojej dziedziny.
Funkcje parzyste
- wartość bezwzględna {\displaystyle f(x)=|x|,}
- funkcja potęgowa o parzystym wykładniku, {\displaystyle f(x)=x^{2k},} gdzie {\displaystyle k\in \mathbb {N} ,}
- funkcja trygonometryczna {\displaystyle f(x)=\cos x,}
- funkcja hiperboliczna {\displaystyle f(x)=\cosh x,}
- wielomiany zawierające niezerowe współczynniki tylko przy parzystych potęgach zmiennej (np. {\displaystyle f(x)=x^{10}+2x^{6}-x^{2}+4}),
- funkcja sinc,
- funkcja Dirichleta,
- funkcja Weierstrassa,
- funkcje prostokątna i trójkątna.

Funkcje nieparzyste
- funkcja liniowa {\displaystyle f(x)=ax} (proporcjonalność prosta),
- funkcja potęgowa o nieparzystym wykładniku: {\displaystyle f(x)=x^{2k+1},k\in \mathbb {N} ,}
- funkcje trygonometryczne {\displaystyle f(x)=\sin x,} {\displaystyle f(x)=\operatorname {tg} x}   i   {\displaystyle f(x)=\operatorname {ctg} x,}
- funkcje hiperboliczne {\displaystyle f(x)=\sinh x,} {\displaystyle f(x)=\operatorname {tgh} \,\!x}   i   {\displaystyle f(x)=\operatorname {ctgh} x,}
- wielomiany o niezerowych współczynnikach tylko przy nieparzystych potęgach zmiennej (np. {\displaystyle f(x)=x^{7}+6x^{5}-10x^{3}+{\sqrt {3\pi }}x}),
- funkcja signum,
- funkcja błędu Gaussa,
- funkcja Gudermanna,
- całka Fresnela.

## Własności
- Jedyne różnowartościowe funkcje parzyste to funkcja pusta oraz funkcje określone jedynie w zerze[potrzebny przypis].
- Oba zbiory funkcji parzystych i funkcji nieparzystych ze standardowymi działaniami dodawania i mnożenia przez liczbę stanowią przestrzenie liniowe.
- Każdą funkcję {\displaystyle f,} dla której takie stwierdzenie ma sens, można przedstawić jako sumę funkcji parzystej {\displaystyle g} i nieparzystej {\displaystyle h,} gdzie dla każdego {\displaystyle x} z dziedziny
{\displaystyle g(x)={\frac {f(x)+f(-x)}{2}}} oraz {\displaystyle h(x)={\frac {f(x)-f(-x)}{2}}.}
- Przykładami powyższego rozkładu są {\displaystyle e^{x}=\cosh x+\sinh x} oraz {\displaystyle e^{ix}=\cos x+i\sin x.}
- Niech {\displaystyle f_{1},\,f_{2}} będą funkcjami parzystymi, a {\displaystyle g_{1},\,g_{2}} funkcjami nieparzystymi. Wtedy:
  - {\displaystyle f_{1}\cdot f_{2},\ g_{1}\cdot g_{2}} oraz {\displaystyle f_{1}/f_{2},\ g_{1}/g_{2}} (tam, gdzie określone) są funkcjami parzystymi,
  - {\displaystyle f_{1}\cdot g_{1}} oraz {\displaystyle f_{1}/g_{1}} (tam, gdzie jest określona) są funkcjami nieparzystymi,
  - {\displaystyle f_{1}\circ f_{2},\ f_{1}\circ g_{1},\ g_{1}\circ f_{1}} jest funkcją parzystą ({\displaystyle \circ } jest tu złożeniem funkcji),
  - {\displaystyle g_{1}\circ g_{2}} jest funkcją nieparzystą.

## Wykresy
Wykres funkcji parzystej jest symetryczny względem osi {\displaystyle OY,} a nieparzystej jest symetryczny względem początku układu współrzędnych. Jeśli {\displaystyle 0} należy do dziedziny nieparzystej funkcji {\displaystyle f,} to {\displaystyle f(0)=0} (wykres funkcji przechodzi przez początek układu współrzędnych).

## Rozszerzenie na inne algebry
Zwykle pojęcia te stosuje się, gdy dziedziną funkcji jest podzbiór zbioru liczb rzeczywistych, czy w ogólności ciał. Definicje mają jednak sens także dla innych pierścieni, a nawet bardziej ogólnych grup.